# Thur (Zwitserland)
De Thur is een Zwitserse rivier die behoort tot het stroomgebied van de Rijn.
De naam is afgeleid van het Indo-Germaanse woord dhu, dat zoiets als "voortijlende" betekent.
De bron van de Säntisthur bevindt zich bij Unterwasser in de Toggenburg. Bij Lütisburg verenigt de Necker zich met de Thur. De Thur stroomt vanaf Wil (Sankt Gallen) in oostelijke richting. Bij Oberbüren stroomt de Glatt in de Thur.
Hier wordt de Toggenburg verlaten en gaat het verder in noordwestelijke richting in het kanton Thurgau, dat naar de rivier genoemd is. In Bischofszell stroomt de Sitter in de Thur. Bij Flaach en Ellikon am Rhein mondt de Thur zelf uit in de Rijn.
De Thur heeft een lengte van 125 km en heeft een stroomgebied van 1724 km².